# Le Méhari
Le Méhari war eine französische Automarke.

## Unternehmensgeschichte
Das Unternehmen F. Reynaud aus Nouzonville begann 1927 mit der Produktion von Automobilen, die als Le Méhari vermarktet wurden. Im gleichen Jahr endete die Produktion bereits wieder.

## Fahrzeuge
Das einzige Modell war ein Cyclecar. Für den Antrieb sorgten zwei Einzylindermotoren von Train mit zusammen 688 cm³ Hubraum, die über Riemen die Hinterräder antrieben.